# 2004 en mathématiques
Cet article présente les faits marquants de l'année 2004 en mathématiques.

## Prix
- Prix Abel en mathématiques : Michael F. Atiyah et Isadore M. Singer

## Décès
- 7 janvier : Piotr Kowalski (né en 1927), sculpteur, mathématicien et architecte.
- 12 janvier : Olga Ladyjenskaïa (née en 1922), mathématicienne russe.
- 16 février : Martin Kneser (né en 1928), mathématicien allemand.
- 28 février : Angie Turner King (née en 1905), chimiste, mathématicienne et enseignante américaine.
- 5 avril : Heiner Zieschang (né en 1936), mathématicien allemand.
- 12 avril :
  - Noor Muhammad (né en 1951), mathématicien pakistanais.
  - George W. Whitehead (né en 1918), mathématicien américain.
- 29 avril : Georges Van Hout (né en 1918), mathématicien belge.
- 20 mai : Kenneth McIntyre (né en 1910), avocat, historien et mathématicien australien.
- 27 mai : Mikhail Postnikov (né en 1927), mathématicien russe-soviétique.Joseph Leo Doob

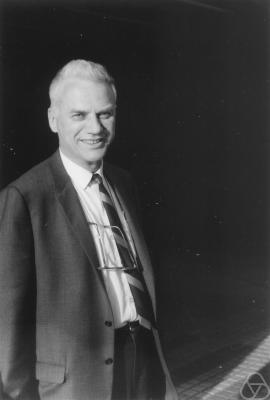
Joseph Leo Doob

- 7 juin : Joseph Leo Doob (né en 1910), mathématicien américain.
- 13 juillet : Michio Morishima (né en 1923), mathématicien et économiste japonais.
- 29 juillet : Walter Feit (né en 1930), mathématicien américain d'origine autrichienne.
- 17 août : Shizuo Kakutani (né en 1911), mathématicien nippo-américain.
- 28 septembre : Jacobus van Lint (né en 1932), mathématicien néerlandais.
- 29 octobre : Peter Twinn (né en 1916), mathématicien et cryptanalyste britannique.
- 3 décembre : Shiing-Shen Chern (né en 1911), mathématicien chinois naturalisé américain.